# Men in Kilts: A Roadtrip with Sam and Graham
Men in Kilts: A Roadtrip with Sam and Graham är en amerikansk komedi- och dokumentärserie vars första säsong hade premiär den 14 februari 2021. Första säsongen bestod av åtta avsnitt. Seriens andra säsong som består av sex avsnitt har premiär den 11 augusti 2023. Den kommer att visas på Viaplay med start 13 augusti 2023.

## Handling
Serien kretsar kring Sam Heughan och Graham McTavish kända från bland annat TV-serien Outlander. De ger i serien sig ut på en roadtrip där de utforskar sitt skotska arv och möter människor som berättar vad det innebär att vara skotsk.

## Medverkande
- Sam Heughan
- Graham McTavish